# اس‌ام‌اس نورنبرگ (۱۹۰۶)
اس‌ام‌اس نورنبرگ (۱۹۰۶) (به انگلیسی: SMS Nürnberg (1906)) یک کشتی بود که طول آن ۱۱۵٫۳ متر (۳۷۸ فوت) بود. این کشتی در سال ۱۹۰۶ ساخته شد.